# Bitka u Korčulanskom kanalu
Bitka u Korčulanskom kanalu je pomorska bitka između snaga Hrvatske ratne mornarice (HRM) i snaga Jugoslavenske ratne mornarice (JRM) u Korčulanskom kanalu 16. studenog 1991. godine.

## Operativna situacija prije bitke
Vojno politička situacija na cijelom prostoru bivše Jugoslavije svoje jasne obrise počela je poprimati 1990. godine raspadanjem jugo-komunističkog sustava i počecima demokratizacije društva, a izraziti pritisak pobunjenih Srba osjeća se već početkom 1991. godine.
U priopćenju Saveznog sekretarijata za narodnu obranu (SSNO) od 24. siječnja 1991. se kaže: "Ako se u Hrvatskoj odmah ne raspuste svi mobilizirani oružani sastavi, JNA će podići borbenu gotovost svojih jedinica". Time je s najvišeg vojnog vrha jasno rečeno kakvu će ulogu imati jedna od najjačih oružanih sila tadašnje Europe. Plan Jugoslavenske narodne armije (JNA) trebao je primorati Republiku Hrvatsku (RH) da padne na koljena i tako osigurati uvjete za stvaranje nove - stare države. U skladu s tim i Jugoslavenska ratna mornarica (JRM) imala je zadaću ostvariti puni nadzor nad područjem svoje odgovornosti, tj. obalom, otocima, međuotočnim prostorom i otvorenim morem.
Slijed događaja tijekom 1991. godine:
- travanj: Izvršno vijeće "Srpske autonomne oblasti (SAO) Krajine" objavilo da se odvaja od Hrvatske i priključuje Jugoslaviji 1. travnja 1991. Nedugo nakon toga (6. travnja) u Kninu je proglašena mobilizacija.
- svibanj: 2. svibnja dogodio se je sukob u Borovom Selu u kojemu su poginuli hrvatski policajci
- lipanj: 27. lipnja započeo rat u Sloveniji
- srpanj: 4. srpnja započeo rat u Hrvatskoj napadom pobunjenih Srba na Borovo Naselje

Svi ti događaji i pokreti oklopno-mehaniziranih i pješačkih postrojbi prema Dalmaciji, olakšali su izvršenje spomenute zadaće JRM-a jer je Republika Hrvatska morala dati prioritet ustrojavanju i opremanju postrojbi za vođenje borbenih djelovanja na kopnu.
Iako je 1. rujna 1991. u Beogradu potpisan sporazum o prekidu vatre, ratna djelovanja su se nastavila, tako da sredinom rujna zahvaćaju i obalni rub od Zadra do Ploča. U ovim djelovanjima aktivno je sudjelovala i JRM djelujući po ciljevima na kopnu. Nametnuta je i svijetu obznanjena pomorska blokada luka i otoka. Djelovanjem JRM-a u tom razdoblju, a osobito u razdoblju rujan-studeni, uvjeti života u Dalmaciji, posebno na otocima, bili su na granici preživljavanja. Svi gospodarski kapaciteti su gotovo prestali s proizvodnjom, kopnene komunikacije su bile presječene, sve veće luke blokirane, a uzdužobalni i međuotočni plovni putovi pod stalnim nadzorom brodova JRM-a.
U uvjetima potpune prevlasti JRM-a na moru 12. rujna 1991. počela se stvarati Hrvatska ratna mornarica (HRM). U početku su se ustrojavale postrojbe koje su mogle učinkovito djelovati s obzirom na naoružanje i opremu s kojom se je u to vrijeme raspolagalo. Oslobađanjem grada i luke Ploče (14. na 15. rujna), gdje su se, između ostalog, nalazila skladišta streljiva u Malim Barama i skladišta podvodnih mina u uvali Tatinje, HRM je došla do prvih moćnih oružnih sustava, a osvajanjem obalnih topničkih bitnica na Žirju, Smokvici, Zečevu, Šolti i Korčuli, te preuzimanjem brodova iz Mornaričkog remontnog zavoda u Šibeniku, stvoreni su uvjeti za stvaranje i opremanje snaga HRM-a. Ustrojene su snage za minska djelovanja, odred pomorskih diverzanata, postrojbe obalnog topništva i pomorske snage, a za izvršenje određenih zadaća namjenski su se organizirale. Osim toga,  športski klubovi, te poduzeća i institucije koje su orijentirane moru i žive od mora, pružili su nesebičnu pomoć dajući HRM-u na raspolaganje sve svoje ljudske i materijalne resurse.
Gotovo istodobno s ustrojavanjem prvih postrojbi počinju i borbena djelovanja, a cilj i način planirani su i određeni u Zapovjedništvu HRM-a. Snagama za minska i diverzantska djelovanja trebalo je narušiti ustaljeni sustav opskrbe brodova iz pomorskih baza i ograničiti manevar protivničkim flotnim snagama. S tim ciljem položene su mine ispred ulaza u ratnu luku Lora i u Splitskim vratima.
Tijekom listopada uređeni su i posjednuti paljbeni položaji obalnog topništva na Žirju, Zečevu, Smokvici, Šolti, Braču, Splitu, Pelješcu i Korčuli.
Tako su već početkom studenog 1991. godine operativnim rasporedom snaga HRM-a stvoreni povoljni uvjeti za borbu s tehnički opremljenijim i nadmoćnijim protivnikom.
Kontrolu pomorskog prometa JRM je obavljala putem pomorskih blokada, koje su tijekom 1991. godine objavljene u tri navrata i to:
- od 17. do 23. rujna - prva,
- od 3. do 11. listopada - druga i
- od 8. studenog do 3. prosinca - treća.

Neposredno prije (15. i 16. rujna), te tijekom prve blokade brodovi JRM-a su otvarali vatru po ciljevima na kopnu u Pločama (grad i luka), u Splitu (grad i Kaštelanski zaljev) i u Šibeniku (grad i luka).
Tijekom druge blokade JRM je prevozila morem 472. motoriziranu desantnu brigadu u područje Dubrovnika (4. listopada je započeo napad JNA na Dubrovnik).
U vrijeme treće blokade neprijatelj iz luke Pula izvlači vojnu opremu i osoblje, napadnut je Paški most, 21. studenog srušen je Maslenički most, a u polazne luke vraćeni su mnogi brodovi s humanitarnom pomoći.
U svim spomenutim djelovanjima zrakoplovnu potporu pomorskim snagama JRM-a davala je 97. zrakoplovna brigada koja je iz Divulja premještena u Mostar.
Nakon Boja u Splitskom kanalu brodovi JRM-a iz TG „Kaštela“ su se jedno vrijeme zadržavali u Bračkom kanalu, a potom su se, ploveći Hvarskim kanalom, pridružili BG „Ploče“ koja je provodila blokadu Neretvanskom, Pelješkom i Korčulanskom kanalu. Tako je neposredno prije boja u zapadnom dijelu Neretvanskog i u istočnom dijelu Korčulanskog kanala bilo ukupno 9 brodova JRM-a koji su značajno nadilazili paljbenu moć postrojba HRM-a na otocima Korčuli i Hvaru te na poluotoku Pelješcu.

### Snage Jugoslavenske ratne mornarice
Pomorsku blokadu srednjeg i dijela južnog Jadrana JRM je provodila s 3 skupine brodova, i to:
Taktička grupa (TG) Kaštela sastava: veliki ophodni brod VPBR-31, 1 raketna topovnjača (RTOP), 1-2 raketna čamca (RČ)-torpedna čamca (TČ) i 1-2 ophodna čamca (PČ), koja je djelovala u akvatoriju Splitskih vrata i Splitskog kanala.
Taktička grupa (TG) Vis sastava: veliki ophodni brod VPBR-34, 1 RTOP, 1-2 RČ - TČ i 1-2  PČ, koja je djelovala u Viškom i Korčulanskom kanalu s osloncem na vojna pomorska uporišta (VPU) Vis i Lastovo.
Borbena grupa (BG) Ploče sastava 1  RTOP, 1-2 RČ i 2-3 minolovca (ML), koja je djelovala u Neretvanskom kanalu s osloncem na luku Ploče i VPU Korčula (od sredine rujna na VPU Vis).

### Snage Hrvatske ratne mornarice
Iako su remontni i drugi kapaciteti HRM-a odmah započeli radove na osposobljavanju i opremanju zarobljenih brodova, većina tih brodova u to vrijeme nije bila operativna (nedostajali su ili su bili oštećeni dijelovi pogonskih sustava i naoružanja). Stoga je od presudne važnosti za nadzor obalnog ruba i međuotočnog prostora bilo ustrojavanje i opremanje obalnih topničkih bitnica (OTB).
U rujnu osvojene su: 
- OTB 90 mm na Žirju (14. rujna),
- OTB 100 mm Zečevo (16. rujna),
- OTB 88 mm Smokvica (19. rujna),
- OTB 88 mm Marinča rat na Šolti (20. rujna),
- OTB 85 mm Ražanj na Braču (24. rujna),
- OTB 88 mm Ražnjić i
- OTB 85mm Privala na Korčuli (17. rujna).

Topničkim vodovima razmještenim na položajima u Trpanjskoj Dubi, Lovištu na poluotoku Pelješcu i Blacama na Korčuli, bitnica 76 mm ZIS nadzirala je zapadni dio područja Neretvanskog kanala te akvatorij Korčulanskog kanala do Privale na zapadnom dijelu otoka Korčule.
Težište obrane je bio akvatorij Lovišta, oko kojeg je u tijeku boja bio doveden vod Maljutki (u mjesto Lovište) i jedan top 76 mm ZIS (u Račišće na otoku Korčuli).

## Tijek boja
Navečer 15. studenog 1991. spremalo se nevrijeme. Ujutro 16. studenog nevrijeme se razvilo u orkansko jugo koje je natjeralo dio brodova JRM-a da se usidre u uvali Bezdija pokraj Lovišta, a veći dio je prenoćio u uvali Duboka na Hvaru. Nakon što su se 2 minolovca od nevremena sklonila u uvalu Lovište, od Zapovjedništva HRM-a dobivena je zapovijed da se u slučaju dolaska brodova JRM-a u domet topova na njih otvori vatra.
16. studenog, oko 12:15, topnički vod Lovište otvorio je vatru po minolovcima u uvali Lovište, a topnički vod Blaca (na otoku Korčuli) je djelovao po brodovima koji su se nalazili ispred uvale Lovište i južno od otoka Hvara. Združena paljba topova 76 mm M-42 ZIS iz Lovišta i Blaca zbunila je posade brodova JRM-a toliko da su nakon početka napada brodovi u Korčulanskom kanalu nasumice otvarao vatru po otoku Hvaru na kojem tada nije ni bilo obalnog topništva.
Vod iz Lovišta na samom početku bitke pogodio je minolovca M-143 u pramac, a minolovca M-144 u krmu i on se kasnije nasukao u uvali Torac na Hvaru.
Uskoro je uhvaćena radijska poruka JRM-a o napadu na Lovište. Poruka je prenesena topnicima HRM-a tako da su bili pripravni za napad. Napad je započeo oko 15:30 kada su po jedan raketni čamac (RČ) i Torpedni čamac (TČ) krenuli prema Lovištu i otvorili paljbu iz topova AK-230 (dvocijevni topovi 30 mm). Topništvo HRM-a je, najprije iz Lovišta, a potom i iz Blaca spremno odgovorilo vatrom, tako da su pogodili RČ-306 i TČ-224. Skupina brodova JRM-a, koja se nalazila između rta Lovište i otoka Hvara, također je djelovala po području Lovišta. Međutim, usklađenom paljbom topničkih vodova s Lovišta i Blaca pogođen je minolovac M-153. Uskoro se moglo vidjeti kako se tri pogođena broda JRM-a vrte u krug ispred uvale Lovište. Prisluškivanjem razgovora među brodovima JRM-a zaključeno je da je pogodak na jednom brodu prouzročio požar, na drugom brodu je bio pogođen radar, a treći je bio nesposoban za manevriranje.
U boju s brodovima JRM-a topnički vod Lovište na njih je ispalio ukupno 76 projektila. Završetkom boja, a u očekivanju zrakoplovnih napada na Lovište, vod je predvečer premješten na pričuvni položaj.
Grupa od 6 brodova JRM-a se izvlačila uz otok Hvar. Na tom je putu minolovac M-144 ostao nasukan u uvali Torac.
Druga grupa brodova sastava VPBR-31 Split i dvije raketne topovnjače krenula je u izvlačenje iz područja Lovišta uz otok Korčulu u smjeru otoka Šćedro kako bi se sastala s prvom grupom koja se izvlačila uz otok Hvar. Tom prilikom su djelovali po područjima na obali između Račišća i Blaca, a topništvo HRM-a s položaja Blaca im je uzvraćalo paljbu. 
Topnički vod Blace tijekom boja ispalio je ukupno 36 projektila.
VPBR-31 Split je ispred topničke bitnice na poluotoku Privala na Korčuli, kako bi zaštitio ostale brodove JRM-a, otvorio vatru po topničkoj bitnici. U topnički boj se je uključio i VPBR Koper s pozicije između otoka Visa i Sušca. Bitnica Privala je uzvratila paljbom po VPBR-31 Split prisilivši ga na povlačenje prema Šćedru.
Brodovi JRM-a su se pod zaštitom magle i nadolazeće noći izvukli prema Visu i Lastovu i time je okončan Boj u Korčulanskom kanalu.

## Značaj Boja u Korčulanskom kanalu
Bojevi u Splitskom i Korčulanskom kanalu su izuzetno značajni za noviju hrvatsku povijest. Naime, to je prva samostalna borba te velika i konačna pobjeda snaga Hrvatske ratne mornarice nad znatno nadmoćnijim pomorskim snagama Jugoslavenske ratne mornarice u Domovinskom ratu. Tom je pobjedom Hrvatska ratna mornarica deblokirala sve hrvatske luke, osim Dubrovnika.
Uspješnim minskim djelovanjima, djelovanjima obalnog topništva te diverzantskim akcijama Hrvatske ratne mornarice tijekom bojeva u Splitskom i Korčulanskom kanalu, Jugoslavenska ratna mornarica je bila prisiljena na povlačenje iz unutarnjih morskih voda Republike Hrvatske u njena posljednja uporišta na otocima Visu i Lastovu odakle njeni brodovi više nisu isplovljavali radi bojnih djelovanja. Sve ostale aktivnosti koje je JRM poduzimala svodile su se na mjere borbenog osiguranja vlastitih snaga.
Iako je još neko vrijeme vladalo stanje proglašene pomorske blokade, na nju se nitko više nije osvrtao, a putnički i trgovački brodovi slobodno su plovili unutarnjim morskim vodama RH. Izuzetak je bila pomorska komunikacija prema Dubrovniku koju su još uvijek kontrolirali brodovi JRM-a, nadzirući sve terete koji su trajektima pristizali u Dubrovnik. Stoga je težište bojnih djelovanja HRM-a u 1992. godini bilo premješteno sa središnjeg dijela jadranskog pomorskog bojišta na njegov južni dio.

## Vanjske poveznice
- Bitka protiv brodova JRM u Korčulanskom kanalu  Arhivirana inačica izvorne stranice od 22. prosinca 2011. (Wayback Machine)